# Ožanka
Ožanka (Teucrium) je široký rod kosmopolitně rostoucích rostlin z čeledě hluchavkovitých, kde je rod řazen do podčeledě Ajugoideae.

## Výskyt
Roste ponejvíce v západní, jižní a střední Evropě, na Balkánském poloostrově, na severu po jih Skandinávie, na východě po řeku Don, na jihu v Asii po Kaspické moře, Írán, Turecko, Sýrii a Libanon a v Africe po Maroko, Alžírsko, Tunis a také se vyskytuje na jihu Afriky. Hojně rozšířena je též v Austrálii a ve Spojených státech Severoamerických a Střední Americe, méně již v Jižní Americe a střední, východní i jižní Asii a na střední Sibiři.
V České republice se v teplejších oblastech vyskytují některé druhy poměrně hojně, jiné jen roztroušeně. Nejsnáze lze ožanku nalézt v oblastech středního a východního Polabí a dolního Povltaví, v Českém krasu a nížinách okolo řek Moravy, Svratky a Dyje.

## Popis
Je to dvouletá až vytrvalá trsnatá bylina s četnými vzpřímenými nebo vystoupavými lodyhami vysokými až 60 cm, které u vytrvalých druhů vyrůstají z oddenků. Na průřezu jsou lodyhy často hranaté, občas jsou i oblé. Ve spodní části rády dřevnatěji, jsou chlupaté a hojně olistěné. Vstřícně vyrůstající listy bez palistů jsou malé až středně veliké, více méně přisedlé, často polštářkovité. Listové čepele jsou členité nebo celistvé, ploché, úzce vejčité nebo nepravidelně peřenoklané, často bývají chlupaté.
Hermafroditní květy vyrůstající z úžlabí horních listů jsou seskupovány do vrcholičnatého květenství, které je někdy rozvětvené. Květy mají výrazný kalich i korunu. Pětičetný chlupatý kalich má téměř shodné vejčité laloky uspořádané do přeslenu. Zvonkovité nebo trubkovité koruny, chlupaté jen zvenčí, mají laloky podlouhlé až široce podlouhlé, bývají většinou bílé, růžové nebo nachové barvy. Vypadají zdánlivě bez horního pysku, neboť jeho laloky jsou přirostlé po boku dolního pysku.
Tyčinky jsou čtyři, z nichž jsou dvě mírně delší. Čnělka, o něco delší než tyčinky, je zakončena dvěma jednoduchými nebo jednou rozeklanou bliznou. Placentace je bazální. Ožanky jsou opylovány létajícím hmyzem. Tmavě hnědé plody jsou vejčité tvrdky.

## Použití, rozmnožování
Některé druhy, např. ožanka lesní, ožanka kalamandra nebo introdukována (Teucrium hyrcanium) se pro své purpurové květy nebo hezké listy pěstují na zahradních záhonech nebo ve skalkách. Ožanka křovitá je ve Středomoří využívána jako okrasný keřík nebo do živých plotů.
Na stanovištích se ožanky rozmnožují oddenky nebo dobře klíčícími semeny, pěstitelé také používají dělení trsů nebo řízkování.

## Zástupci
Ožanka je bohatý rod, celosvětově se vyskytuje asi ve 250 druzích. V České republice se ve volné přírodě nestejně často objevuje 7 druhů:
- ožanka čpavá (Teucrium scordium) L.
- ožanka horská (Teucrium montanum) L.
- ožanka kalamandra (Teucrium chamaedrys) L.
- ožanka kočičí (Teucrium marum) L.
- ožanka lesní (Teucrium scorodonia) L.
- ožanka polejová (Teucrium polium) L.
- ožanka hroznatá (Teucrium botrys) L.

Ve Středomoří běžně rostou druhy:
- ožanka hlavatá (Teucrium capitatum)
- ožanka dunová (Teucrium dunense)
- ožanka křovitá (Teucrium fruticans)

## Ohrožení
Podle Černého a červeného seznamu cévnatých rostlin České republiky jsou některé druhy ožanky rostoucí v České republice zařazeny:
- mezi druhy silně ohrožené C2: ožanka čpavá, ožanka horská a ožanka lesní
- mezi druhy ohrožené C3: ožanka hroznatá

## Fotografie

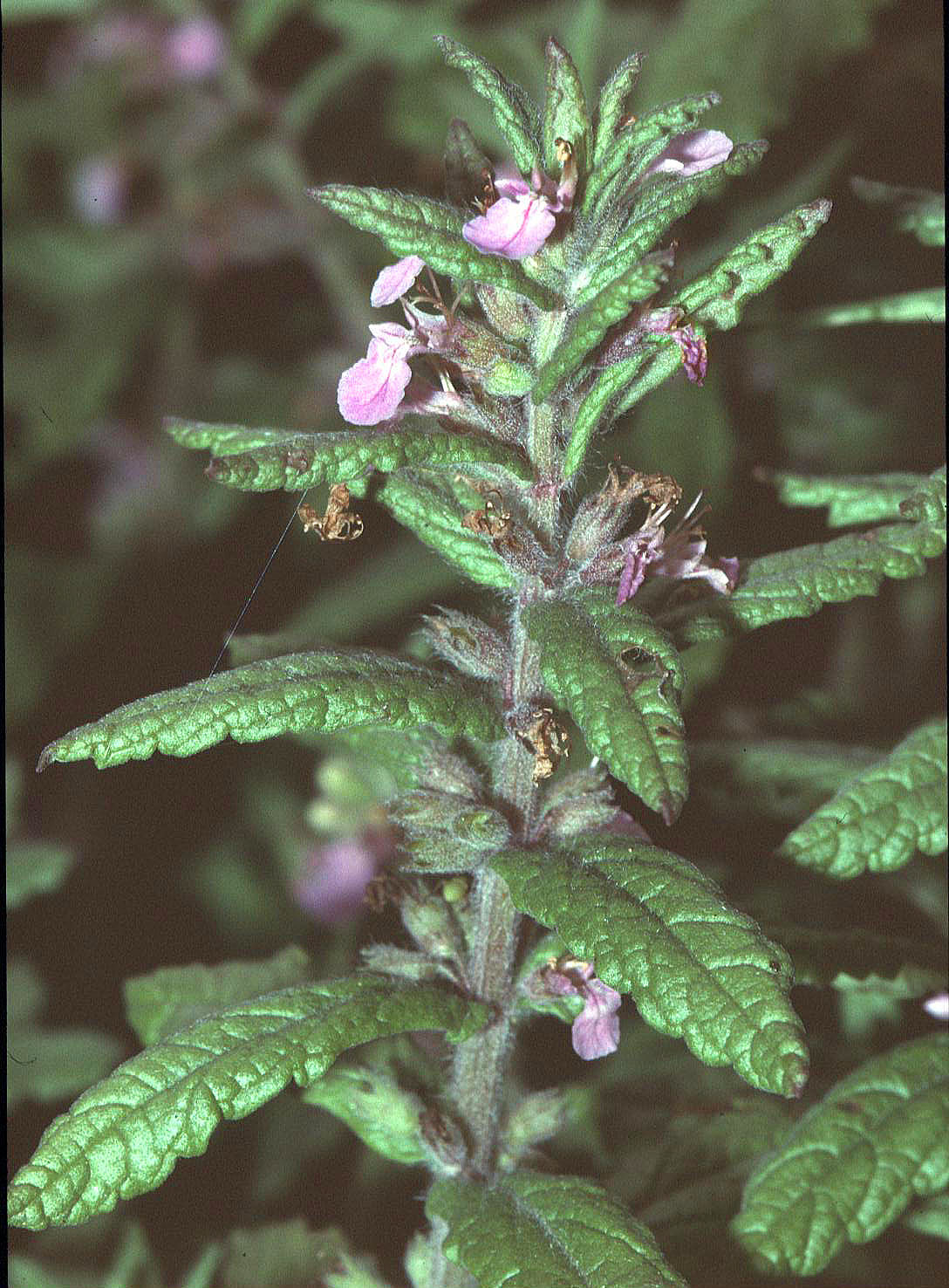
Ožanka čpavá
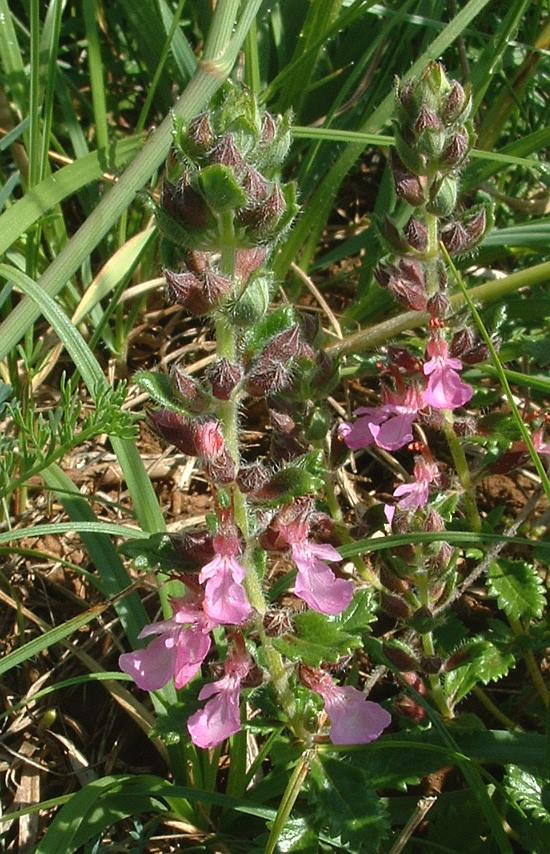
Ožanka kalamandra
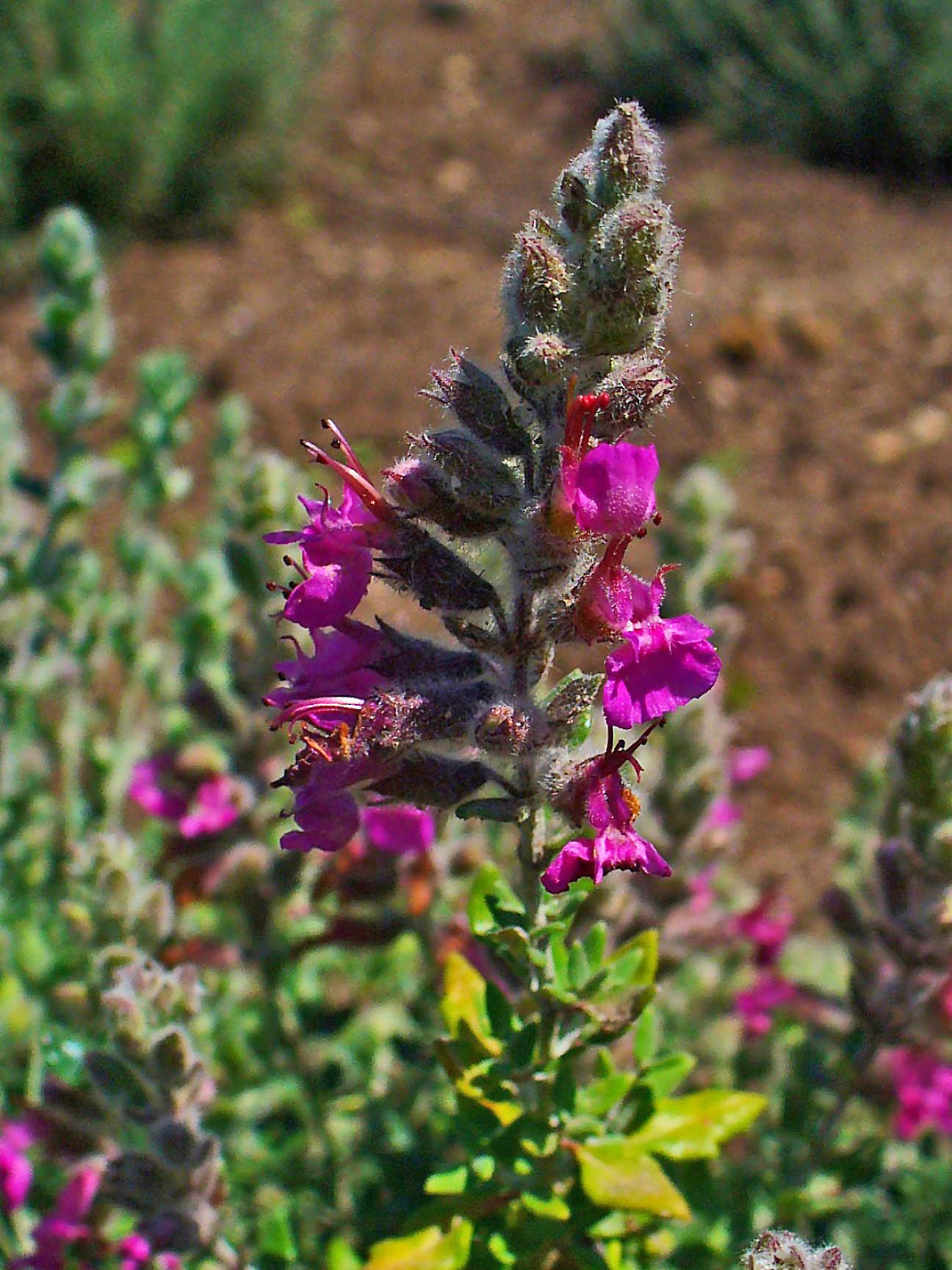
Ožanka kočičí
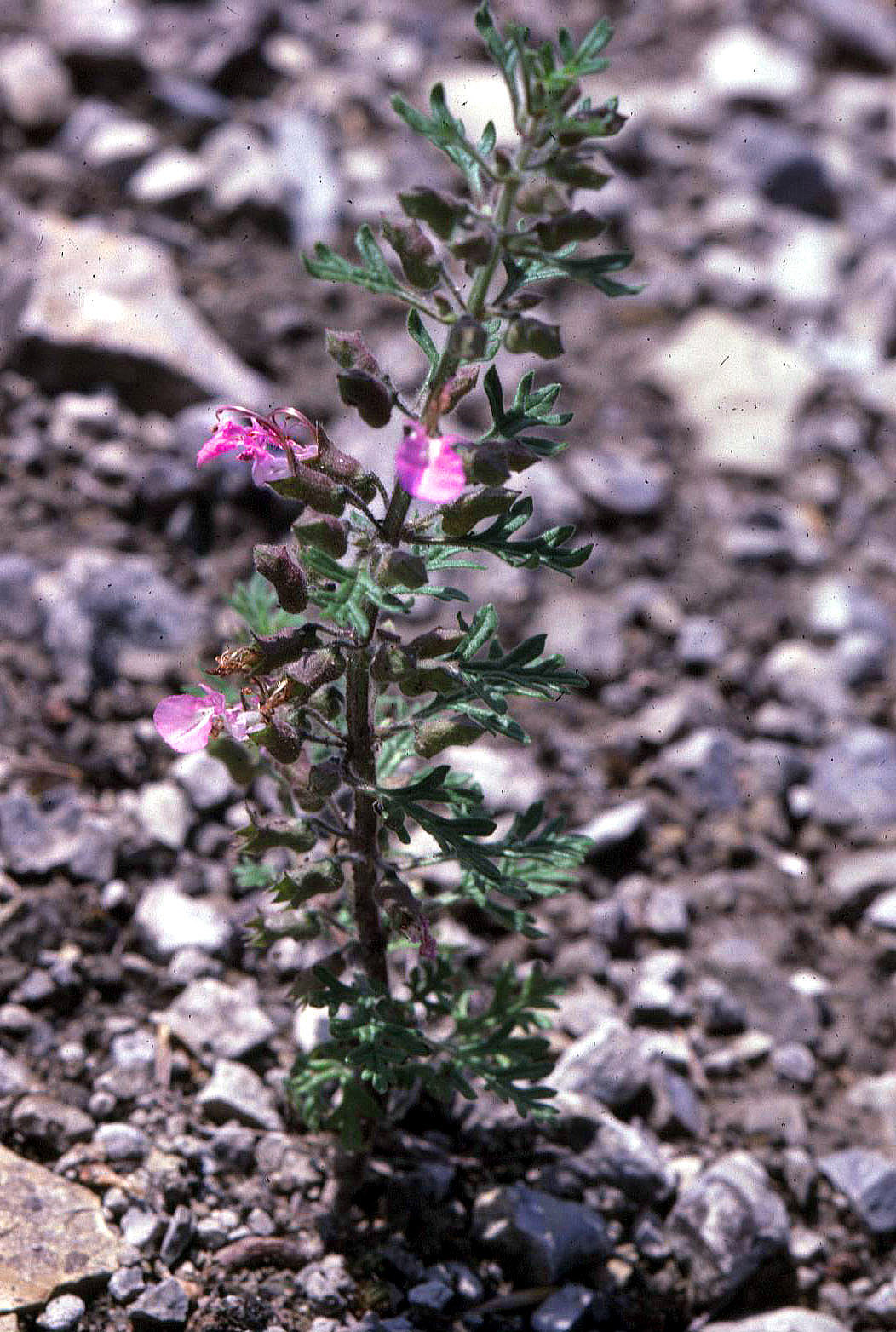
Ožanka hroznatá
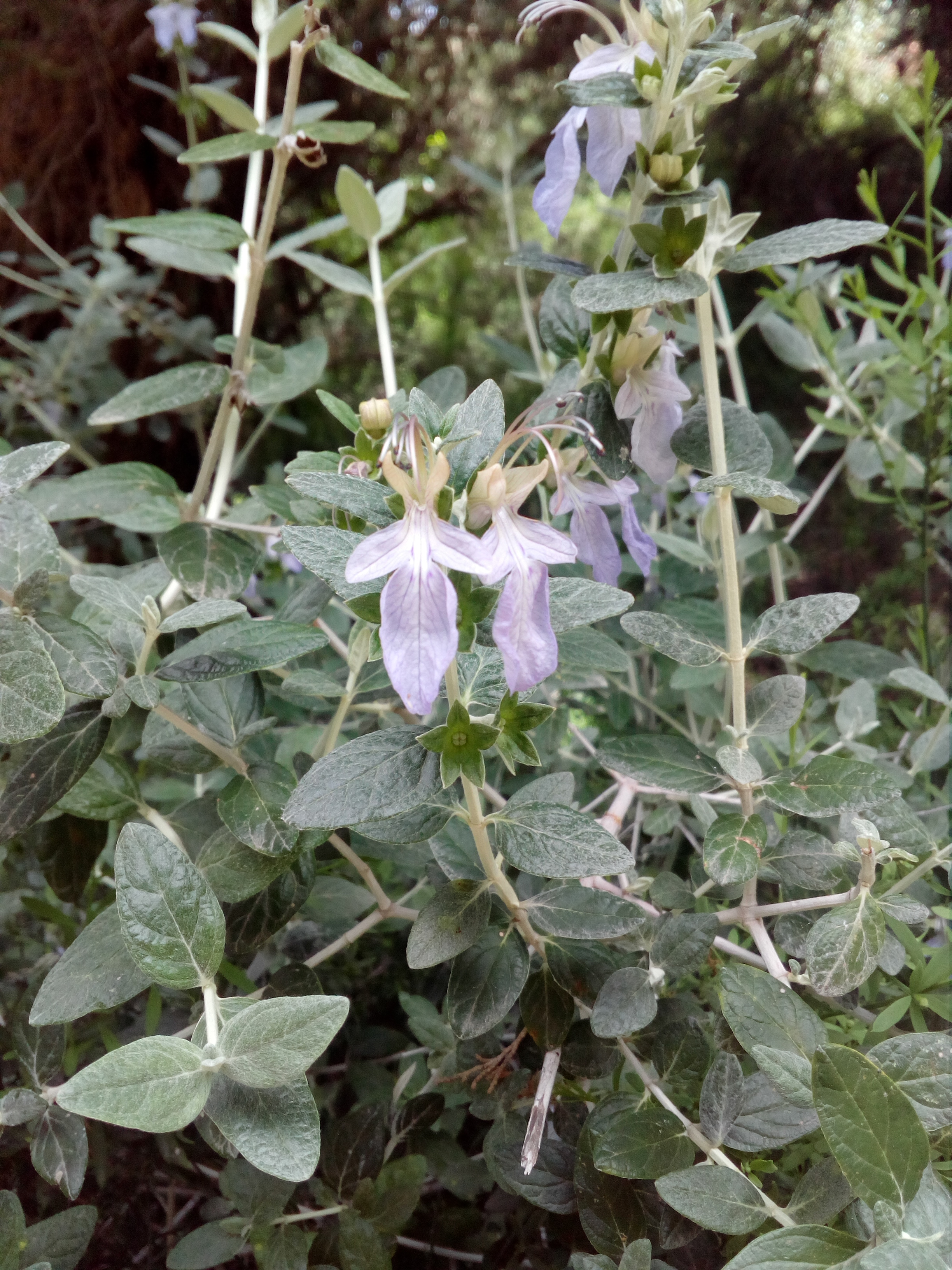
Ožanka křovitá
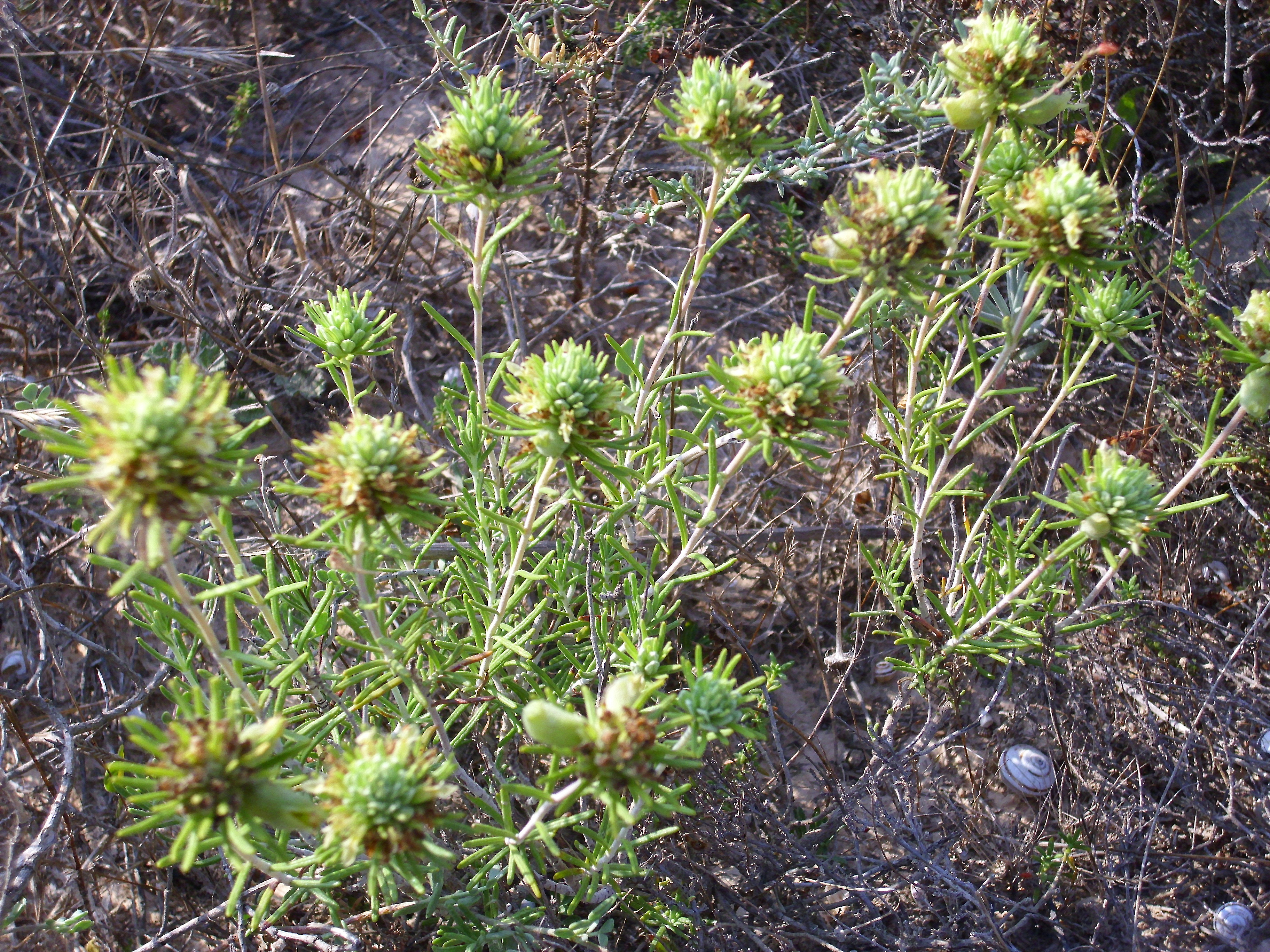
Ožanka hlavatá
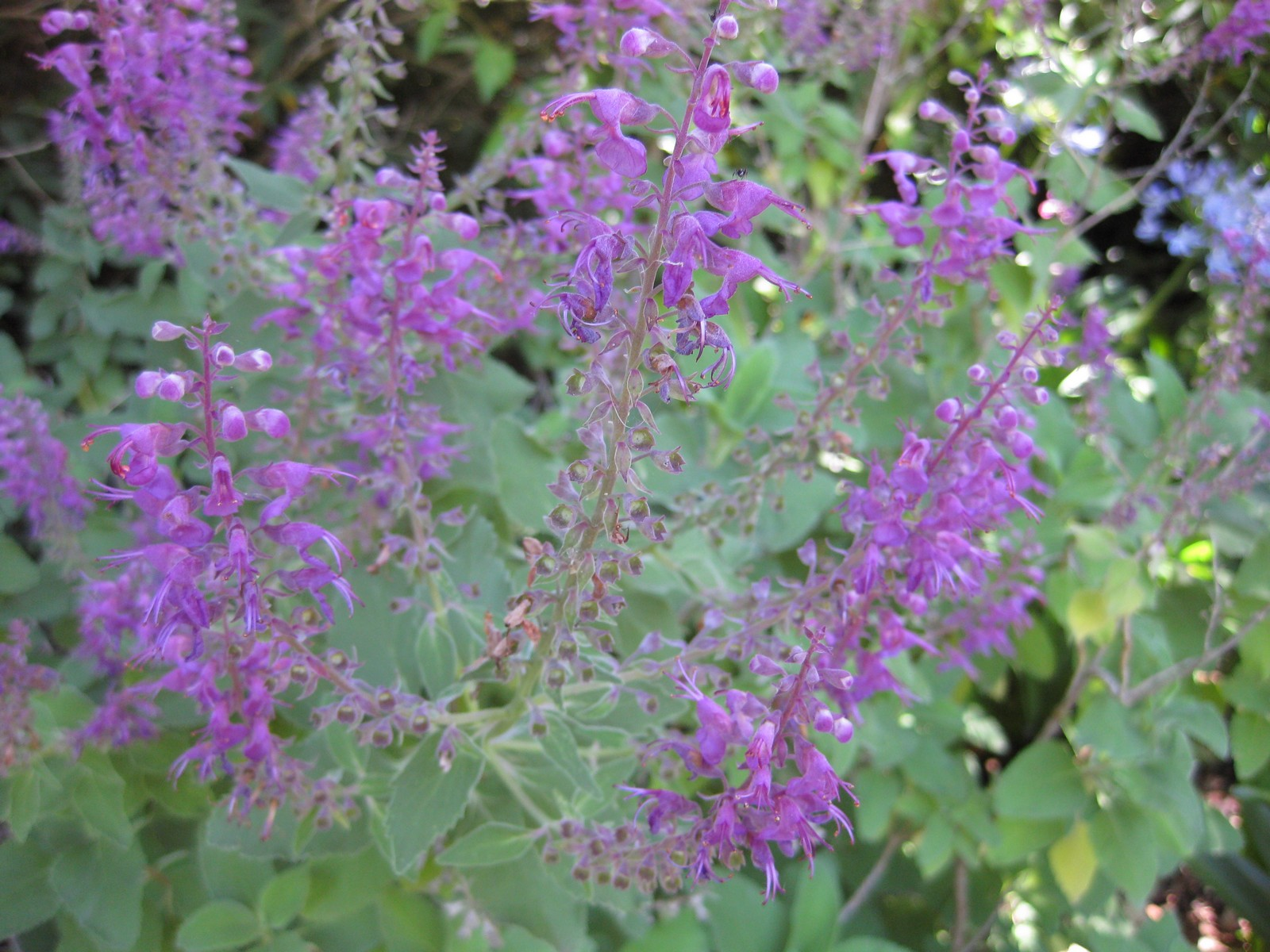
Ožanka Teucrium betonicum je endemitem ostrova Madeira